# Список умерших в 535 году

## Апрель
- 30 апреля — Амаласунта, королева-регентша (526—534) при Аталарихе, своём сыне, малолетнем наследнике короля остготов Теодориха Великого.

## Май
- 8 мая — Иоанн II, Папа Римский (533—535).

## Июнь
- 5 июня — Епифаний, константинопольский патриарх (520—535), святитель.
- Роман Реймсский, епископ Реймса (533—535), католический святой.

## Дата смерти неизвестна или требует уточнения
- Гермоген, византийский политический деятель, магистр оффиций.
- Донат из Юры, отшельник из Юры, святой Католической церкви.
- Мейрхион Гул, последний король единого Регеда (490—535).